# Margot Antillano
Margot Antillano (* 13. Mai 1916; † 3. Januar 1975) war eine venezolanische Theater-, Fernseh- und Filmschauspielerin.

## Karriere
Antillano wirkte u. a. im Hörspiel El misterio de los ojos Escarlatas bei Radio Caracas mit, rezitierte mit Pancho Pepe Croquer lateinamerikanische Gedichte bei Ondas Populares und moderierte eine Sendung über klassische Musik für Kinder bei Radio Nacional de Venezuela. Als Theaterschauspielerin trat sie an der Seite von Carmen Antillano, ihrer Schwester, Paul Antillano, Jorge Mistral, Luis Sandrini, Jesús Maella, Carlos Cámara, Esteban Herrera, Héctor Monteverde, Héctor Mayeston, Héctor Hernández Vera, Hilda Vera, Cecilia Martínez, Doris Well, Eva Blanco, Eva Moreno, Yolanda Méndez, Josefina Guinand, Mahuanpi Acosta, Gladis Hernández, Conchita Ascanio, Martha Olivo und anderen am Teatro Municipal von Caracas,,am Teatro Nacional, am Teatro Alberto de Paz y Mateos, am Pequeño Teatro del Este, in Argentinien, Barbados, Chile und Mexiko auf. Im Fernsehen wirkte sie an mehreren Serien und einer Reihe von Fernsehbearbeitungen populärer Dramen mit. Der Spielfilm Surcos, in dem sie eine Rolle hatte, wurde nie aufgeführt.